# Campylonotoidea
Campylonotoidea is een superfamilie van kreeftachtigen uit de klasse van de Malacostraca (hogere kreeftachtigen).

## Families
- Bathypalaemonellidae de Saint Laurent, 1985
- Campylonotidae Sollaud, 1913